# ポートロイヤル-カリブ海戦記-
『ポートロイヤル-カリブ海戦記-』（ポートロイヤル カリブかいせんき）はAscaron Entertainment(ドイツ)が開発したWindows向けシミュレーションゲームである。なお、日本語版はカプコンから発売されている。

## 概要
本作品の目的は、駆け出しの見習い船員から、様々なミッションを成功させて地位と名声を築いてカリブ海最強の海賊を目指すことである。

## 船
本作品には、10種類の帆船が登場する。しかし、史実とは仕様が一致しない船もある。
以下に船の特徴を記載する。
ピンネス
2本のマストに縦帆（ラテンセイル）・ジブで帆装した小型の船である。
スループ
1本のマストに縦帆（ガフセイル）・ジブで帆装した小型の船である。
ブリッグ
2本のマストに横帆・縦帆（ガフセイル）・ジブで帆装した小型の船である。
バーク
3本のマストに横帆・縦帆（セイル）・ジブで帆装した小型の船である。
フルート
3本のマストに横帆・縦帆（ラテンセイル）で帆装した中型の船であり、商船としての利用が多い。
フリゲート
3本のマストに横帆・縦帆（ガフセイル）で帆装した中型の船である。なお、この船は6等艦であると思われる。
ガレオン
3本のマストに横帆・縦帆（ラテンセイル）で帆装した大型の船である。
カラック
4本のマストに横帆・縦帆（ラテンセイル）で帆装した大型の船である。また、軍船としての利用が多く、オランダ艦隊が使用している。
カラベル
3本のマストに横帆・縦帆（ラテンセイル）で帆装した大型の船である。また、軍船としての利用が多く、フランス艦隊が使用している。
ライナー
3本のマストに横帆・縦帆（ガフセイル）で帆装した大型の船である。また、軍船としての利用が多く、イギリス艦隊が使用している。なお、この船は4等艦であると思われる。

## 国
本作品には、4つの国が登場する。
- スペイン
- イギリス
- オランダ
- フランス

## 町
本作品には、60の町が登場する。なお、実際の地名とは呼び名が若干違う町もある。
- アンティグア
- アンドロス
- イザベラ
- エヴァンジェリスタ
- エリューセラ
- カイマン
- カタルヘナ
- カラカス
- カンクン
- カンペチェ
- キャットアイランド
- キュラソー
- グアドループ
- グランドバハマ
- グレナダ
- コーパス・クリスティ
- コロ
- サイザル
- サンタマルタ
- サンティアゴ
- サントドミンゴ
- サントメ
- サンファン
- ジバラ
- ジブラルタル
- ジョージタウン
- セントオーガスティン
- セントキッツ
- セントジョー
- セントマーティン
- セントルシア
- タークスアイランド
- タンパ
- タンピコ
- チャールズタウン
- チャールズフォート
- トリニダード
- トルトゥガ
- ナッソー
- ニューオリンズ
- ノンプレ・デ・ディオス
- ハバナ
- バルバドス
- ビリャエルモッサ
- ビロクシー
- プエルトカペロ
- プエルトサント
- フォートカロライン
- プロビデンス
- フロリダキーズ
- ベラクルス
- ベリーズ
- ペンサコーラ
- ポートオブスペイン
- ポートロイヤル
- ポルトープランス
- マラカイボ
- マルガリータ
- マルティニーク
- ロアタン